# Mark Banco
Un Mark Banco fue una unidad o moneda de cuenta establecido en 1619 por el Banco de Hamburgo (Hamburger Bank) para tener una moneda estable, sin inflación. Los depósitos que los comerciantes mantenían, ya sean en monedas de diferentes tipos o en metales preciosos, se contabilizaban en los registros del banco en Mark Banco. No existió acuñación de monedas ni emisión de billetes. 
El Mark Banco estaba dividido en 16 schillinge que contenía 12 pfennige. En 1622 un Mark Banco se correspondía con un peso de 8,66 g de plata. Como el Mark Banco tenía un valor estable, fue utilizado para grandes intercambios comerciales y en la resolución de hipotecas como moneda, excepto con los cereales y el alcohol. Incluso los comerciantes mantenían sus registros en Mark Banco. Además, el cambio con otras monedas y productos básicos se publicaba regularmente. 
En 1770 el marco de Colonia (Kölnische Mark) de plata pura (233,855g) cotizaba a 27 Mark Banco 10 schillinge. El Banco de Hamburgo recibía lingotes de plata (bullion) a ese precio y devolvía  27 Mark Banco 12 schillinge, con lo que obtenía un beneficio del 0,45%.
En 1725 la paridad entre el marco circulante y el Mark Banco era de 123 1/3 a 100. Hasta 1868, la plata fina del marco de Colonia se correspondía con 27 3/4 Mark Banco. Luego, hasta la abolición de la moneda en 1875, la libra de plata fina contabilizaba a 59 1/3 del Mark Banco.
También se emitió un marco en Hamburgo, llamado Courantmark, pero su valor difería del Mark Banco.